# Corryocactus chachapoyensis
Corryocactus chachapoyensis ist eine Pflanzenart in der Gattung Corryocactus aus der Familie der Kakteengewächse (Cactaceae). Das Artepitheton chachapoyensis verweist auf das Vorkommen der Art nahe der peruanischen Stadt Chachapoyas.

## Beschreibung
Corryocactus chachapoyensis bildet lockere, spreizklimmende Sträucher. Die Triebe sind bis zu 80 Zentimeter lang und weisen Durchmesser von 2 Zentimeter auf. Es sind acht bis 13 Rippen vorhanden. Von den mehreren gelben Dornen ist einer länger und kräftiger.
Die gelben Blüten sind 2 bis 4,5 Zentimeter lang und weisen ebensolche Durchmesser auf.

## Verbreitung, Systematik und Gefährdung
Corryocactus chachapoyensis ist in der peruanischen Region Amazonas verbreitet.
Die Erstbeschreibung als Cereus chachapoyensis durch Carlos M. Ochoa und Curt Backeberg wurde 1959 veröffentlicht. Die Veröffentlichung war jedoch gemäß den Regeln des ICN ungültig. David Richard Hunt stellte die Art 1999 in die Gattung Corryocactus. Dabei entstand ein neuer Name (nom. nov.).
Corryocactus chachapoyensis ist nur ungenügend bekannt.
In der Roten Liste gefährdeter Arten der IUCN wird die Art als „Least Concern (LC)“, d. h. als nicht gefährdet geführt.

## Nachweise